# Осада Пирны
Осада Пирны (нем. Belagerung bei Pirna) — эпизод начальной стадии Семилетней войны, состоявшийся ранней осенью 1756 года, в ходе которого 18-тысячная саксонская армия под командованием графа Рутовского вынужденно капитулировала 16 октября в лагере под Пирной перед армией прусского короля Фридриха II, не дождавшись помощи австрийских союзников, потерпевших поражение в сражении при Лобозице. После капитуляции саксонские солдаты были силой загнаны в прусскую службу

## История
Военные приготовления Фридриха II, собиравшегося напасть на Саксонию, несмотря на то, что они совершались в глубокой тайне, сделались известны в Саксонии. Не имея реальной возможности отразить агрессию собственными силами, саксонцы, в ожидании помощи от союзников, собрали свою 18-тысячную армию на неприступном плато у Пирны, между замками Кёнигштайн и Зоненштайн. Саксонский курфюрст Фридрих Август II (являвшийся также, польским королём под именем Август III) нашёл убежище в замке Кёнигштайне. Саксонской армией командовал граф Рутовский, сводный брат курфюрста от внебрачной связи их отца, Августа II, с турчанкой Фатимой.
29 августа 1756 года прусские войска без объявления войны вступили на территорию Саксонии и 9 сентября, не встречая сопротивления, заняли столицу — Дрезден. На следующий день началось окружение лагеря у Пирны.
Окружив лагерь, Фридрих не сделал никаких приготовлений к его штурму, рассчитывая взять саксонцев измором. Первый прусский солдат пал под Пирной лишь 12 сентября в результате случайной перестрелки. Вместо того, чтобы заниматься приготовлениями к штурму, Фридрих направляет первые отряды в Богемию, в том числе, с разведывательной целью, так как, по слухам, австрийский фельдмаршал Максимилиан Улисс граф Броун собирает где-то в северной Богемии армию для помощи саксонцам.
Вторжение Фридриха в Саксонию поставило австрийцев в нелёгкое положение: австрийское командование считалось, конечно, с возможностью того, что Фридрих первым откроет военные действия, предполагало, однако, вторжение в Богемию и Моравию со стороны Силезии, для чего и держало на границе с Силезией две больших армии. Того, что Фридрих может не посчитаться с объявленным нейтралитетом Саксонии и превратить её в операционную базу для вторжения в Богемию в Вене никто не ожидал.
Фактически, Фельдмаршал Броун, командующий одной из двух австрийских армий сконцентрированных на границе с Силезией, должен был срочно сдать свои дела преемнику и направиться на помощь саксонцам. В середине сентября он, с наспех собранным войском, выступает, имея Рейн с правой стороны, в направлении Бад-Шандау, где рассчитывает соединиться с саксонской армией. Его намерение не остаётся секретом для пруссаков. Собрав все силы, которые он мог отвлечь от осады, Фридрих идёт ему навстречу. 1 октября противники встречаются у Лобозица и после сражения с неопределенным исходом, в котором противники понесли примерно равные потери, австрийцы вынуждены остановить наступление, переправив на помощь саксонцам, на правый берег Эльбы, 8-и тысячный корпус.
Тем не менее, помощь австрийцев запаздывает. Вернувшись в Саксонию, Фридрих узнаёт о том, что 13 октября саксонская армия переправилась через Эльбу на соединение с австрийцами и теперь, окружённая у подножья горы Лилиенштайн, на другом берегу Эльбы, напротив Кёнигштайна, дожидается решения своей участи, пребывая в самом жалком состоянии. В отличие от саксонского курфюрста, которого снабжали продовольствием прусские войска, саксонские солдаты отчаянно голодали в лагере под Пирной, находясь под открытым небом. В последние три дня, при том, что два дня не прекращаясь шёл дождь, выдача рационов была окончательно прекращена, солдаты питались травой, кореньями, приправляя пищу порохом вместо соли.
Поскольку единственная дорога к Пирне была занята врагом, между австрийцами и саксонцами была достигнута договорённость о том, что австрийская помощь ожидает саксонскую армию на другом берегу Эльбы, в Лихтенхайне, недалеко от Бад-Шандау. В ночь с 11 на 12 октября саксонцы пытались навести понтонный мост через Эльбу, однако, казалось, сама природа была против них: в эту ночь лил проливной дождь, поднявшаяся река и сильный ветер разорвали понтоны, в довершение ко всему, пруссаки заметили возню у реки и начали артобстрел переправы. Часть изголодавшихся саксонских солдат попыталась преодолеть реку вплавь (дело было в октябре!).
На следующую ночь мост был, наконец, наведён, и армия смогла по нему переправиться. Однако, здесь оказалось, что пруссаки не теряли времени зря: ещё днём 12 октября сильный прусский корпус встал между австрийцами и саксонской армией, заняв все высоты в месте предполагаемой переправы. Перейдя на другой берег, Рутовский обнаружил, что он и тут со всех сторон окружён врагом. О своём бедственном положении он известил Фридриха Августа II. Но сытый голодного не понимает: курфюрст ответил, что о капитуляции не может быть и речи, ибо «что скажет Европа», и что солдаты должны верить в Провидение и тогда они будут непобедимы.
14 октября, по получении послания Фридриха Августа II, в саксонском лагере состоялся военный совет, единогласно высказавшийся за капитуляцию. Курфюрсту было отвечено в том смысле, что вера в Провидение дело хорошее, но она не может ни заменить артиллерии, оставленной на другом берегу, ни дать других лошадей, взамен имеющихся, а те оголодали настолько, что не могут идти, не то, что нести всадника. Скрепя сердце, Фридрих Август II был вынужден уступить. 15 октября начинаются переговоры о капитуляции.

## Результаты капитуляции
Фридрих обходится с саксонской армией так же бесцеремонно, как обошёлся и с самой Саксонией, которую он цинично сравнивал с мешком из-под муки: сколько по нему не стучи, всегда что-нибудь да выйдет. В то время, как офицерам, по условиям капитуляции, было предоставлено право выбора места прохождения дальнейшей службы, нижние чины поступили в полное распоряжение пруссаков. 19 октября саксонские батальоны, окружённые прусскими солдатами, должны были, батальон за батальоном, принимать присягу прусскому королю. Отказывавшихся убеждали кулаками. На церемонии присутствовал и сам Фридрих, собственноручно избивший тростью одного молодого прапорщика из благородных, отказавшегося принести присягу. Несмотря на все побои и угрозы, часть батальонов продемонстрировала стойкость, наотрез отказавшись присягать. Упорствующих лишили довольствия и обрабатывали зуботычинами до тех пор, пока они не сдались. Таким образом, прусская армия получила 17 тысяч новых солдат.
Много она от этого не выиграла: уже начало следующей кампании 1757 года ознаменовалось массовым дезертирством и бунтами среди саксонцев. Трём батальонам удалось в полном составе уйти и пробиться в придерживавшуюся нейтралитета и находящуюся в личной унии с Саксонией Речь Посполитую. После этого, саксонские батальоны были расформированы и их солдаты распределены по старым прусским частям. Но и здесь они находили возможность перебежать к противнику, как это было, например, при Максене.